# Isabelle Stengers
Isabelle Stengers (1949) es una filósofa, historiadora de la ciencia y epistemóloga, de nacionalidad belga. Se graduó en química en la Universidad Libre de Bruselas.

## Biografía
La profesora Stengers es quizá una de las pensadoras más influyentes y celebradas, debido sobre todo a sus escritos acerca de la filosofía de la ciencia. Trabaja como profesora asociada en filosofía de la ciencia en la Universidad Libre de Bruselas, y recibió, en 1993, el gran premio de filosofía que otorga la Academia Francesa. Stengers ha elaborado extensos textos acerca del filósofo anglo-norteamericano Alfred North Whitehead, y otro de sus trabajos incluyó a filósofos franceses Michel Serres y Gilbert Simondon. 
Notable por su propia obra filosófica, la profesora Stengers ha colaborado con intelectuales tan destacados como Leon Chertok, Ilya Prigogine y Bruno Latour.
Es hija del historiador Jean Stengers.